# Hepialichneumon meiliensis
Hepialichneumon meiliensis är en stekelart som beskrevs av Zhiming Dong 1992. Hepialichneumon meiliensis ingår i släktet Hepialichneumon och familjen brokparasitsteklar. Inga underarter finns listade i Catalogue of Life.